# ヒドロゲノビブリオ属
ヒドロゲノビブリオ属はグラム陰性の非芽胞形成好気性桿菌。運動性がある。ピスキリケッチア科に属し、基準種はヒドロゲノビブリオ・マリヌスのみが知られている。GC含量は44.1。
海水中に生息する。水素を酸化して水を作り出す化学合成独立栄養の水素酸化細菌であり、カルビン回路を用いて炭酸を固定することができる。本属のヒドロゲナーゼは酸素が存在する条件下でも失活しないため、利用のための研究が行われている。